# Black Shuck
Black Shuck oder der Alte Shuck ist der Name eines geheimnisumwobenen schwarzen Geisterhundes, der angeblich in Norfolk, Essex und Suffolk spuken soll.

## Ursprung der Legende
Geschichten über große Schwarze Hunde mit furchterregend leuchtenden Augen (welche rot oder auch grün oder auch nur ein einzelnes Auge sein können) wurden unter den Bewohnern von East Anglia schon seit Jahrhunderten weitererzählt. Man beschreibt sie als den UFOs ähnlich – Sichtungen von ihnen konnten nie sonderlich glaubwürdig dokumentiert bzw. auch nur einigermaßen ausführlich beobachtet werden. In den unbestätigten Berichten heißt es, dass die geisterhaften Hunde hinsichtlich ihrer Größe zwischen normaler Statur bis hinauf zu der eines Pferdes schwankten.
Black Shuck ist als Motiv in den Erzählungen, die in Angeln kursierten, bis zur Zeit der Wikinger zurückzuverfolgen. Möglicherweise lässt sich sein Name von dem altenglischen Wort scucca („Dämon“) oder vom Regionaldialektwort shucky („haarig“) ableiten. Sehr wahrscheinlich ist, dass die Sage Arthur Conan Doyle Anreiz dazu gab, den Sherlock-Holmes-Roman Der Hund von Baskerville zu verfassen.
Zuweilen wird, wenn vom Black Shuck gesprochen wird, er auch als Schicksalshund bezeichnet. Seine Erscheinung soll dem Betrachter nichts allzu Gutes verheißen, wenn auch nicht zwangsläufig. Häufig erschreckt der Black Shuck seine Opfer förmlich zu Tode, lässt sie dann allerdings in Ruhe weiterleben; dies wird bei anderen schwarzen Hunden oft auf ähnliche Weise erwähnt. Man erzählt von Sichtungen, wo er ohne Kopf auftrat, und von anderen, auf denen er eher zu schweben als zu laufen schien. Im Volksmund wird gesagt, dass das Wesen bevorzugt Grabstätten, Seitenstraßen, Kreuzungen und dunkle Wälder heimsucht. Auch soll ein solcher Hund vom Beeston Bump, einem Hügel in der Nähe von Sheringham, ausgehend spuken.

## Berühmte Sichtungen
Ein wohl zu den anschaulichsten Berichten gehörender Auftritt des Black Shuck ist wohl sein Zug durch die Kirchen in Bungay und Blythburgh in Suffolk. Am Abend des 4. August 1577 suchte die Dorfgemeinschaft von Bungay durch einen fürchterlichen aufziehenden Sturm Schutz in der Kirche. Reverend Abraham Fleming, welcher damals anwesender Pfarrer war, beschrieb die Ereignisse in seinem Bericht A straunge and terrible wounder in etwa wie folgt:
„Ein schreckliches Wesen in der Gestalt eines großen schwarzen Hundes erschien der Kirchengemeinde. Beim Anblick des Tieres und in Gedenken an den fürchterlichen Sturm draußen waren wohl viele von ihnen versucht, den Tag des Jüngsten Gerichts für gekommen zu halten. Der Hund, oder wohl der Teufel in Hundesgestalt, jagte mit sagenhafter Schnelligkeit durch die Kirche. Er rannte in sichtbarer Gestalt durch die Menge und zwischen zwei von ihnen, die auf den Knien im Gebet versunken waren, und brach beiden in Blitzesschnelle die Hälse. Gleich danach erreichte die Hundegestalt einen weiteren Gläubigen, welchen er in den Rücken biss. Dieser arme Mann wurde zusammen gezogen und schrumpfte auf grauenvolle Weise. Doch er starb trotz des Angriffes nicht, sondern ist noch immer am Leben. Dieses Wunder erscheint den Menschen als schwer verständlich.“
Und am selben Abend in der 7 Meilen entfernten Kirche von Blythburgh ereignete sich angeblich dies:
„Der Hund hängte sich an die Dachbalken und schwang sich in die Kirche herunter. In der Menge tötete er zwei Männer und einen jungen Burschen. Auch verbrannte er die Hand einer weiteren Person, die in der Kirche Schutz suchte.“
So lautete der Inhalt des Berichtes des Pastors. Der Hund soll in Blythburgh das Kirchengewölbe zum Einsturz gebracht haben, als er sich davon herunterschwang. Anzumerken ist zudem, dass am Marktplatz von Bungay eine Wetterfahne hängt, die die auffällige Gestalt eines springenden schwarzen Hundes hat. Außerdem kann man am Eingang zur Kirche von Blythburgh mysteriöse Brandspuren zu sehen bekommen, von denen die Ortsangehörigen erzählen, dass der Geisterhund sie damals beim Eindringen in das Gotteshaus hinterlassen haben solle. Es existieren Vermutungen, nach denen die Spuren auf Blitze oder gar den Teufel selbst zurückgehen sollen (sie ähneln angeblich Fingerabdrücken von glühenden Händen).